# Johannes Gussmann
Johannes Gussmann (* 27. Juni 1881 in Darmstadt-Eberstadt; † 8. November 1930 ebenda) war ein hessischer Politiker (HBB) und ehemaliger Abgeordneter des Landtags des Volksstaates Hessen in der Weimarer Republik.

## Leben
Johannes Gussmann war der Sohn des Landwirts Peter Gussmann und dessen Frau Susanne geborene Richter. Johannes Gussmann, der evangelischer Konfession war, war mit Maria geborene Ahl verheiratet. 
Johannes Gussmann war Landwirt in Eberstadt.

## Politik
Johannes Gussmann gehörte von 1927 bis 1930 für den Bauernbund dem hessischen Landtag an.